# Das Mädchen mit den schmalen Hüften
Das Mädchen mit den schmalen Hüften ist ein 1960 in Jugoslawien entstandener, deutscher Spielfilm mit Hannelore Elsner in der Titelrolle sowie Claus Wilcke und Barbara Valentin in weiteren Hauptrollen.

## Handlung
Die Geschichte beginnt auf einer Yacht, mit der der Eigner, ein reicher Geschäftsmann, vor der griechischen Küste entlangsegelt. Mit an Bord befinden sich gelangweilte Luxus-Yuppies aus dessen Bekanntenkreis, die sich mit viel Alkohol und gut gebauten Mädchen vergnügen. Der Sohn des Millionärs, Robert, Typus „rebel without a cause“ und „junger, zorniger Wilder“, ist nur angewidert von dem hohl-verlogenen Getue des Vaters und seiner Gäste. Als Robert erfährt, dass sein Vater ein Verhältnis mit seiner Freundin hat, ist das Maß voll. Es kommt zu einer heftigen Auseinandersetzung mit der nunmehrigen Ex-Freundin, und Robert schnappt sich, mittlerweile ziemlich angetrunken, das Yacht-Beiboot und fährt damit an die Küste. Sein Landeplatz ist eine kleine, abgelegene Insel, auf der gerade einmal 380 Menschen wohnen, abgeschieden von allen Errungenschaften der Zivilisation. Ein sehr archaischer Platz mit archaischen Riten, wie er bald feststellen muss. 
Kaum angekommen, muss Robert mit ansehen, wie sich ein junger Mann von den Klippen in den Tod stürzt. Robert eilt zum Aufschlagsort und kann den vermeintlichen Selbstmörder bergen. Er schleppt den Toten in das nächstgelegene Dorf und wird daraufhin prompt verdächtigt, dessen Mörder zu sein, zumal er, angesichts seines Alkoholpegels, sich an nichts konkretes mehr erinnern kann und Blut an den Händen hat. In der ersten Nacht auf dem Eiland lernt er die jugendlich-reizende Yusha kennen, ein Mädchen, noch ein Teenager, mit einem ganz offensichtlich großen Geheimnis. Es dauert nicht lange, da hat sich Robert in die enigmatische Insulanerin verliebt. Bald muss er erfahren, dass auf dem Mädchen ein Fluch lasten solle; ja, es wird unter den abergläubischen Dörflern sogar gemunkelt, sie sei eine Hexe. Denn wo Yusha ist, lauert auch der Tod im Gefolge. Wer immer sich in das Mädchen mit den schmalen Hüften verliebt, ist wenig später des Todes. Der von Robert aufgefundene Tote war bereits der dritte Mann, der ihr als Verehrer nachstieg und dafür sein Leben lassen musste. Yusha erwidert Roberts Gefühle, und das junge Paar beschließt, die Flucht zu ergreifen. Der wahre Mörder der Männer aber läuft weiterhin frei herum, und er duldet nicht, dass sich irgendjemand ihm und Yusha in den Weg stellt.

## Produktionsnotizen
Das Mädchen mit den schmalen Hüften wurde überwiegend vor der jugoslawischen Küste gedreht. Der Streifen passierte die FSK am 30. Januar 1961 und wurde am 17. Februar 1961 in Köln (Burgtheater) uraufgeführt.
Ludwig Spitaler hatte die Herstellungsleitung. Ernst Wild war einfacher Kameramann unter Chefkameramann Georg Krause. Dorothee Parker war Produzent Wolf C. Hartwigs Lebensgefährtin bzw. Ehefrau.

## Kritiken
„Das ist nicht ungeschickt gemacht, leider aber war das Kritische zu wenig begründet und das Schwüle zu schwül, um noch ernst genommen zu werden. Hier wurden zwei sympathische und talentierte junge Darsteller recht vordergründiger Reize wegen leichtfertig eingesetzt.“

Im Lexikon des Internationalen Films heißt es: „Als Kulisse für das stümperhafte Spiel mit Sinnlichkeit und Roheit dienen hexengläubige Ländlichkeit und "dolce vita" an Bord einer Jacht.“